# Kameleon olbrzymi
Kameleon olbrzymi (Furcifer oustaleti) – gatunek jaszczurki z rodziny kameleonowatych (Chamaeleonidae). Żyje na Madagaskarze i jest szeroko rozprzestrzeniony. Dymorfizm płciowy przejawia się w budowie zewnętrznej – samce osiągają długość ciała do 100 cm, a samice zaledwie połowę tej długości, samce mają grubszą nasadę ogona. W jednym złożeniu samice składają do 61 jaj. Dojrzałość płciową osiągają po upływie roku.
Gatunek jest objęty konwencją waszyngtońską CITES (załącznik II).